# Laminarni tok
Laminárni tók je tok snovi, pri katerem so tokovnice urejene in gladke. Pri laminarnem toku je pomembna viskoznost snovi. Zgled laminarnega toka je tok snovi po gladki cevi pri nizkih vrednostih Reynoldsovega števila (mejna vrednost 2300). Nasprotje laminarnega toka je turbulentni tok.